# موسم بهار
موسم بهار (انگلیسی: Springtime) یکی از آثار نقاشی کلود مونه است که در سال ۱۸۷۲ خلق شده است. مونه در این نقاشی، همسر اولش کامیل دونسیو را که آرام در زیر سایه درخت یاسی نشسته، به تصویر می‌کشد. این نقاشی در حال حاضر در موزه هنر والترز شهر بالتیمور نگهداری می‌شود.